# 南彭城郡
南彭城郡是南北朝的郡。东晋晋明帝时侨置于晋陵郡界内，无实土。治所在今江苏省常州市武进区西、镇江市丹徒区境内。南齐领江乘县（在今南京市栖霞区仙林大学城一带）实县。南梁江乘县移治白下城（今南京市北金川门外，幕府山南麓），大同三年（537年）四月，南琅邪郡、南彭城郡二郡太守河东王萧誉为南徐州刺史，隋朝灭南陈，废南彭城郡。